# Grijze kiekendief
De grijze kiekendief (Circus cinereus) is een vogel uit de familie van havikachtigen (Accipitridae).

## Verspreiding en leefgebied
Deze soort komt voor van centraal Colombia tot Tierra del Fuego, Paraguay en zuidoostelijk Brazilië tot Tierra del Fuego.